# David Kodde
David Kodde (Zoutelande, 6 mei 1894 - Vlissingen, 7 september 1967) was een Nederlands politicus voor de Staatkundig Gereformeerde Partij (SGP).

## Biografie
Kodde werd in 1894 in een boerengezin in het Walcherse Zoutelande geboren. Na slechts het lager onderwijs genoten te hebben, werkte hij als keuterboer. In 1921 werd Kodde benoemd als burgemeester van Zoutelande, een functie die hij 38 jaar bekleedde. Tevens was hij 31 jaar gemeentesecretaris van dezelfde gemeente.
In 1946 werd Kodde lid van de Zeeuwse Provinciale Staten. Eerder was hij van 1931 tot 1935 buitengewoon lid geweest van het college van Gedeputeerde Staten. Dezelfde functie vervulde hij ook van 1946 tot 1950.
Na het uitbreiden van het ledental van de Tweede Kamer in 1956 werd Kodde lid van de volksvertegenwoordiging. Hij verscheen altijd in traditioneel Zeeuws kostuum in de Tweede Kamer. Hij was minder opvallend dan zijn fractiegenoten Zandt en Van Dis. In 1963 trad hij in verband met gezondheidsproblemen terug. Kodde overleed in 1967 op 73-jarige leeftijd.

## Trivia
- Als burgemeester van een badplaats verbood Kodde het dansen in openbare gelegenheden en stond hij kamperen alleen toe achter woningen. Badkleding was slechts op het strand toegestaan.
- Kodde was lid en ouderling van de Gereformeerde Gemeenten.

## Onderscheiding
- Ridder in de Orde van Oranje-Nassau (30 augustus 1938)